# 魯本·迪亞斯
魯本·多斯桑托斯·加托·阿維斯·迪亞斯（葡萄牙語：Rúben dos Santos Gato Alves Dias，1997年5月14日—），是一名葡萄牙職業足球員，司職中後衛。现效力于英超俱樂部曼城並擔任第三隊長，代表葡萄牙國家足球隊參加國際比賽。

## 俱樂部生涯

### 本菲卡
2017年9月16日，迪亚斯在一场对阵博阿维斯塔的联赛中首次代表本菲卡一队出场。

### 曼城
迪亞斯於2020年9月29日與曼城簽署了一份為期6年的合約，據報導費用為6,800萬歐元（6,164萬英鎊），本菲卡收取的初始費用為5,660萬歐元（5,100萬英鎊），加上以1500萬歐元的價格被交換到本菲卡，包括與績效相關的獎金，可能升至7160萬歐元。
2021年2月27日，迪亞斯在球隊以2比1擊敗西漢姆的比賽中踢進了在曼城的第一個進球。
2021年5月4日，2020–21賽季歐冠迪亞斯於四強賽第二回合當選全場最佳球員，是幫助球隊前進歐冠決賽的功臣之一。
2022年3月4日，曼城領隊瓜迪奧拉宣布迪亞斯將因大腿後肌群受傷而缺席賽事，傷勢使他錯過了當季第二場曼徹斯特德比與歐冠十六強賽。4月20日，他替補尼敦·亞基上場，該場曼城對布萊頓取得3:0勝利。但又在5月7日對紐卡索聯的聯賽中受傷，缺席剩餘賽季。
在2022/23球季中，迪亞斯近乎全勤，幫助曼城奪得三冠王。

## 國家隊生涯
2020年11月17日，迪亞斯在2020–21年歐洲國家聯賽A取得了自己的第一個國際進球，共進兩球，以3比2擊敗克羅埃西亞。
2021年6月20日，迪亞斯替葡萄牙出戰2020年歐洲國家盃對陣德國的比賽中踢進烏龍球，導致葡萄牙於小組賽第二輪成為F組第三名。
在2022年10月，他入选了葡萄牙的卡塔尔2022年世界杯初选55人名单， 随后进入了最终的26人参赛名单。 他几乎参与了球队的所有比赛，葡萄牙在四分之一决赛中以0比1输给了摩洛哥队，从而被淘汰出局。
2023年9月11日，在主场对阵卢森堡的2024年欧洲杯预选赛中，Dias赢得了他的第50次出场，并在葡萄牙9-0获胜的比赛中首发，这是他们国际比赛历史上最大的一次胜利。
2024年5月21日，Dias入选了葡萄牙参加德国2024年欧洲杯的名单。 他在对阵捷克和土耳其的前两场比赛中首发出场， 随后在对阵格鲁吉亚的最后一场F组比赛中休息。 他在葡萄牙对阵斯洛文尼亚的16强比赛中重返首发阵容，并在葡萄牙通过点球大战以3-0获胜前，踢了117分钟后被Rúben Neves换下。 葡萄牙在四分之一决赛中通过另一次点球大战以3-5输给法国，被淘汰出局。

## 技術風格
迪亞斯是高大強壯的中後衛，通常位於陣型左側，慣用右腳，但雙腳都能傳球，能夠向同側或對側的隊友傳球，也能夠直塞，空戰與長傳的品質都相當好，使他能夠在後場指揮比賽。迪亞斯也擅長防守，能夠利用身材優勢搶斷，解圍時相當冷靜，鮮少受到對手壓迫失誤，並且能夠預判對手的臨門一腳，防守能力之強使他有「磚牆」之稱。
曼聯名宿加利·尼維利評價迪亞斯為「讓隊友充滿安全感的中後衛」，利物浦後衛占美·加歷查則認可他的領導能力，將他與巴塞隆納前隊長卡萊斯·普約爾、切爾西前隊長約翰·泰利相提並論。

## 生涯統計

### 國家隊入球
最後更新：2020年11月17日
| #  | 日期           | 比賽場地                     | 對手 | 比分 | 賽果 | 賽事                   | 來源   |
| -- | -------------- | ---------------------------- | ---- | ---- | ---- | ---------------------- | ------ |
| 1. | 2020年11月17日 | 克羅埃西亞史普利特波倫德球場 |      | 1–1  | 3–2  | 2020–21年歐洲國家聯賽A | [ 28 ] |
| 2. | 2020年11月17日 | 克羅埃西亞史普利特波倫德球場 | 3–2  |      | 3–2  | 2020–21年歐洲國家聯賽A | [ 28 ] |

## 榮譽

### 俱樂部
本菲卡
- 葡萄牙足球超级联赛冠軍：2018-19賽季
- 葡萄牙超級盃冠軍：2019年

 曼城
- 英格蘭超級聯賽冠軍：2020-21[29]、2021-22、2022-23[30]、2023–24
- 英格蘭聯賽盃冠軍：2020-21
- 英格蘭足總盃冠軍：2022-23[31]
- 欧洲冠军联赛冠軍：2022–23[32]
- 歐洲超級盃冠軍：2023[33]
- 世界冠軍球會盃冠軍：2023[34]

### 國家隊
葡萄牙
- 歐洲足協國家聯賽冠軍：2018-19、2024-25賽季

### 個人
- 葡萄牙足球超级联赛年度最佳青年球員：2017-18賽季
- 葡萄牙足球超级联赛年度最佳陣容：2019-20賽季
- 英格蘭FWA足球先生：2020-21賽季[35]
- 曼城阿提哈德航空賽季最佳球員：2020-21賽季[36]
- 英格兰足球超级联赛赛季最佳球员：2020-21賽季[37]
- 歐洲冠軍聯賽賽季最佳後衛：2020-21賽季[38]

## 外部連結
- Soccerway資料庫：魯本·迪亞斯
- 魯本·迪亞斯的Instagram帳戶